# Coração de Jesus (Minas Gerais)
Coração de Jesus é um município brasileiro no interior do estado de Minas Gerais. Localiza-se a uma latitude 16º41'07" sul e a uma longitude 44º21'54" oeste, estando a uma altitude de 760 metros. Sua população recenseada em 2022 era de de 25 377 habitantes.

## História
Coração de Jesus, antigo distrito criado em 1832/1891 e subordinado ao município de Montes Claros, tornou-se vila denominada Inconfidência pela Lei Estadual nº 556 de 30 de agosto de 1911 e foi elevado ao status de cidade em 10 de setembro de 1925. Recebeu a denominação atual em 1928.

## Geografia
Sua área é de 2.225 km² representando 0.3813% do Estado, 0.2419% da região e 0.0263% de todo o território brasileiro.
Seu IDH é de 0,642 segundo o Atlas de Desenvolvimento Humano/PNUD (2010). 
- Ano de instalação: 1911
- Região Imediata: Montes Claros
- Região Intermediária: Montes Claros
- Altitude da sede: 760m
- Distância à capital: 345 km

Fonte: Atlas de Desenvolvimento Humano/PNUD.